# Els Cups
Els Cups és una obra de Calafell (Baix Penedès) protegida com a bé cultural d'interès local.

## Descripció
Es tracta d'un edifici de planta baixa i una planta alta que es va construir aprofitant la roca natural del turó del castell. La coberta és d'un aiguavés, amb el carener paral·lel a la façana principal que s'orienta a sud-oest i s'articula en tres trams. Cada tram és lleugerament diferent pel que fa a les obertures i al ràfec de la teulada. El portal ubicat en el primer tram -situat al costat esquerre- té els brancals de pedra tallada i un arc escarser fet de maons massissos col·locats a sardinell. Al tram central hi ha un portal rectangular amb llinda i brancals de pedra picada; existeix un segon portal que actualment està tapiat. El portal del tercer tram també és rectangular de pedra treballada però, aquí la llinda és formada per tres peces (arc pla). A la planta alta, en el primer tram, hi ha una finestra que ha estat oberta recentment, en cadascun dels altres dos trams hi ha tres finestres. Pel que fa a la teulada, en el primer tram hi ha un ràfec molt senzill fet amb una única línia de rajoles sobre la qual es recolzen les teules. El ràfec del tram central és format per una tirada de rajoles i una de teules. El tercer tram no té ràfec, les teules de la coberta s'entreguen directament al parament de la façana. La façana és arrebossada i pintada de blanc amb un rellotge de sol que fou pintat per Isidre Romeu Ivern. Fixades a la façana hi ha dues teieres de ferro i també cables d'electricitat.
Al subsòl hi ha diversos cups excavats i un pou. El sostre de la planta baixa es recolza directament en la roca natural.
El sistema constructiu és de tipus tradicional, amb murs de càrrega de maçoneria unida amb argamassa i sostres unidireccionals de biguetes de formigó amb entrebigat ceràmic. La volta de l'escala és feta d'elements de terrissa. La coberta és de bigues de fusta i teula àrab. Els portals són de pedra tallada i maó massís. Les finestres tenen llinda de fusta.

## Història
Antigament en aquest edifici hi havia un centre productor de vi. Posteriorment, s'hi allotjà un restaurant, denominat Els Cups, el qual ha donat el nom a l'immoble, i finalment es convertí en residència unifamiliar.